# Бровки (Приморский край)
Бровки́ — деревня в Ольгинском районе Приморского края России. Входит в состав Моряк-Рыболовского сельского поселения.
Деревня Бровки, как и Ольгинский район, приравнена к районам Крайнего Севера.

## География
Деревня расположена на правом берегу реки Маргаритовка, до устья около 18 км.
Деревня стоит на автодороге Р447, до райцентра посёлка Ольга около 90 км.

## Население
| 1915 | 1926 | 2002 | 2008 | 2010 |
| ---- | ---- | ---- | ---- | ---- |
| 156  | ↘153 | ↘26  | ↗28  | ↗30  |

## Улицы
| - ул. Арсеньева, - ул. Верхняя, - ул. Нижняя, | - ул. Сергея Лазо, - ул. Таёжная, - ул. Центральная. |

## Экономика
Основа экономики — лесозаготовки и сельское хозяйство. Активно развита охота и рыбалка, сбор дикоросов и даров тайги.

## Связь
Операторы сотовой связи — Билайн и МегаФон. Из-за особенностей рельефа устойчивая связь возможна только на небольшом удалении от деревни.

## Транспорт
Внутрирайонное автобусное сообщение с посёлком Ольга.

## Топографические карты
- Лист карты K-53.  Масштаб: 1 : 1 000 000. Издание 1986 г.
- Лист карты K-53-III Моряк-Рыболов. Масштаб: 1 : 200 000. Состояние местности на 1977 год. Издание 1983 г.
- Лист карты K-53-18 Моряк-Рыболов. Масштаб: 1 : 100 000. Состояние местности на 1978 год. Издание 1984 г.